# 99389 Marconovi
99389 Marconovi è un asteroide della fascia principale. Scoperto nel 2002, presenta un'orbita caratterizzata da un semiasse maggiore pari a 2,224500 UA e da un'eccentricità di 0,171639, inclinata di 2,213123° rispetto all'eclittica.